# Strymon semialbovirgata
Strymon semialbovirgata är en fjärilsart som beskrevs av Tutt. Strymon semialbovirgata ingår i släktet Strymon och familjen juvelvingar. Inga underarter finns listade i Catalogue of Life.